# Государственное Собрание Республики Марий Эл
Государственное собрание Республики Марий Эл (луговомар. Марий Эл Республикысе Кугыжаныш Погын, горномар. Мары Эл Республикын Кугижаншы Погынымаш) — высший законодательный (представительный) однопалатный орган государственной власти Марий Эл. Избирается на 5 лет (с 2004 года) всем населением республики. Состоит из 52 депутатов, избираемых по смешанной системе, 39 человек — по одномандатным округам, 13 — по партийным спискам.

## Председатели
| Созыв | Председатель                 | Период руководства                  |
| ----- | ---------------------------- | ----------------------------------- |
| 1     | Анатолий Анатольевич Смирнов | 6 января 1994 — 6 октября 1996      |
| 2     | Михаил Михайлович Жуков      | 6 ноября 1996 — 8 октября 2000      |
| 3     | Юрий Александрович Минаков   | 27 октября 2000 — 10 октября 2004   |
| 4     | Юрий Александрович Минаков   | 4 ноября 2004 — 11 октября 2009     |
| 5     | Юрий Александрович Минаков   | 28 октября 2009 — 14 сентября 2014  |
| 6     | Юрий Александрович Минаков   | 2 октября 2014 — 8 сентября 2019    |
| 7     | Анатолий Васильевич Смирнов  | 2 октября 2019 — по настоящее время |

## I созыв (1994—1996)
В 1993 г. в Марий Эл, как и по всей России, началась конституционная реформа, которая должна была решить вопрос о принятии новой конституции и о новом принципе избрания законодательного (представительного) органа власти в Марий Эл. Выборы депутатов первого созыва Государственного собрания Республики Марий Эл состоялись 12 декабря 1993 года. В соответствии с Законом Республики Марий Эл «О реформировании высшего представительного органа власти Республики Марий Эл на период конституционной реформы» депутаты I созыва избирались сроком на 2 года. Было избрано 30 депутатов: 22 — по одномандатным избирательным округам, 8 депутатов или 25 процентов — по общереспубликанскому избирательному округу. Конституционный срок полномочий: 6 января 1994 года — 6 января 1996 года. Фактически до 6 октября 1996 года, до избрания депутатов II созыва.

## II созыв (1996—2000)
По вновь принятой Конституции депутаты второго созыва избирались сроком на 4 года. На состоявшихся 6 октября 1996 года выборах было избрано 67 депутатов: 50 депутатов — по одномандатным избирательным округам с равной численностью избирателей, 17 депутатов — по административно-территориальным округам, из расчёта по одному депутату от каждого района и города республиканского значения.

## III созыв (2000—2004)
8 октября 2000 года были избраны 67 депутатов III созыва Государственного собрания. Выборы проводились по мажоритарной избирательной системе.

## IV созыв (2004—2009)
Депутаты IV созыва в количестве 52 человек были избраны по смешанной системе сроком на 5 лет. Выборы состоялись 10 октября 2004 года.
Фракции
| Фракция                                      | Руководитель                  | Кол-во депутатов |
| -------------------------------------------- | ----------------------------- | ---------------- |
| Единая Россия                                | Владимир Иванович Мухин       | 34               |
| КПРФ                                         | Иван Иванович Казанков        | 6                |
| Аграрная партия                              | Михаил Михайлович Жуков       | 4                |
| Справедливая Россия: Родина/Пенсионеры/Жизнь | Валентина Тимофеевна Злобина  | 4                |
| ЛДПР                                         | Анатолий Артемьевич Богомолов | 2                |

Комитеты
| Комитет                                 | Руководитель    |
| --------------------------------------- | --------------- |
| по законодательству                     | Ю. Г. Буянов    |
| по бюджету, налогам и финансам          | А. А. Сальников |
| по социальному развитию                 | В. Т. Злобина   |
| по здравоохранению, культуре и спорту   | Г. Г. Варченко  |
| по развитию агропромышленного комплекса | А. А. Пушкарёв  |
| по развитию производственного комплекса | Х. К. Баширов   |

## V созыв (2009—2014)
52 депутата, из которых 44 — члены партии Единая Россия, 6 — члены партии КПРФ, 2 — члены партии ЛДПР, были избраны по смешанной системе 11 октября 2009 года.
Фракции
| Фракция       | Руководитель                 | Количество депутатов |
| ------------- | ---------------------------- | -------------------- |
| Единая Россия | Владимир Иванович Мухин      | 44                   |
| ЛДПР          | Антон Михайлович Замиховский | 2                    |

Комитеты и комиссии
| Комитет                                 | Руководитель    |
| --------------------------------------- | --------------- |
| по законодательству                     | Ю. Г. Буянов    |
| по бюджету                              | А. А. Сальников |
| по социальному развитию                 | О. Н. Цветкова  |
| по здравоохранению                      | Г. Г. Варченко  |
| по развитию агропромышленного комплекса | А. А. Новиков   |
| по развитию производственного комплекса | Х. К. Баширов   |
| Комиссия                                | Руководитель    |
| по контролю за соблюдением Регламента   | В. И. Макаров   |
| по вопросам депутатской этики           | Г. Г. Варченко  |
| Редакционная                            | А. Н. Иванов    |

## VI созыв (2014—2019)

Фракции в Госсобрании VI созыва

14 сентября 2014 года были избраны 52 депутата VI созыва, из которых 46 — члены партии Единая Россия, 4 — члены партии КПРФ, 2 — члены партии ЛДПР.
Фракции
| Фракция       | Руководитель                | Кол-во депутатов |
| ------------- | --------------------------- | ---------------- |
| Единая Россия | Владимир Иванович Мухин     | 46               |
| КПРФ          | Геннадий Григорьевич Зубков | 4                |
| ЛДПР          | Евгений Алексеевич Ремнев   | 2                |

Комитеты и комиссии
| Комитет | Руководитель     |
| --- | ---------------- |
| по законодательству | М. Н. Швецов     |
| по бюджету | А. А. Сальников  |
| по социальному развитию | О. Н. Цветкова   |
| по здравоохранению | А. В. Смирнов    |
| по развитию агропромышленного комплекса | А. А. Новиков    |
| по развитию производственного комплекса | Х. К. Баширов    |
| Комиссия | Руководитель     |
| по контролю за соблюдением Регламента | И. С. Российский |
| по вопросам депутатской этики | О. Н. Цветкова   |
| Редакционная | А. Н. Иванов     |
| по контролю за достоверностью сведений о доходах, об имуществе и обязательствах имущественного характера, представляемых депутатами Государственного Собрания Республики Марий Эл | А. А. Сальников  |

## VII созыв (2019—2024)
8 сентября 2019 года были избраны 52 депутата VII созыва, из которых 35 — члены фракции «Единая Россия», 9 — члены КПРФ, 3 — члены ЛДПР, 3 — члены «Справедливой России».
Фракции
| Фракция             | Руководитель     | Кол-во депутатов |
| ------------------- | ---------------- | ---------------- |
| Единая Россия       | Владимир Мухин   | 35               |
| КПРФ                | Геннадий Зубков  | 9                |
| ЛДПР                | Антон Мирбадалев | 3                |
| Справедливая Россия | Наталья Глущенко | 3                |

Комитеты и комиссии
| Комитет | Председатель    |
| --- | --------------- |
| по законодательству | А. В. Павлов    |
| по бюджету | Е. Д. Вахитова  |
| по здравоохранению, культуре и спорту | Е. П. Кузьмин   |
| по социальному развитию | А. А. Карташов  |
| по развитию производственного комплекса | И. Л. Бондарчук |
| по развитию агропромышленного комплекса | А. А. Новиков   |
| Комиссия | Председатель    |
| по контролю за соблюдением Регламента | А. В. Павлов    |
| по вопросам депутатской этики | А. А. Карташов  |
| редакционная | Н. Н. Козлова   |
| по контролю за достоверностью сведений о доходах, об имуществе и обязательствах имущественного характера, представляемых депутатами Государственного Собрания Республики Марий Эл | Е. Д. Вахитова  |

## Национальный состав
Национальный состав Государственного Собрания Республики Марий Эл I—VII созывов:
| Национальность | I созыв   | I созыв | II созыв  | II созыв | III созыв | III созыв | IV созыв  | IV созыв | V созыв   | V созыв | VI созыв  | VI созыв | VII созыв | VII созыв |
| -------------- | --------- | ------- | --------- | -------- | --------- | --------- | --------- | -------- | --------- | ------- | --------- | -------- | --------- | --------- |
| Национальность | депутатов | %       | депутатов | %        | депутатов | %         | депутатов | %        | депутатов | %       | депутатов | %        | депутатов | %         |
| марийцы        | 13        | 43,33   | 17        | 25,37    | 18        | 26,87     | 11        | 21,15    | 15        | 28,85   | 10        | 19,23    | 14        | 26,92     |
| русские        | 14        | 46,67   | 39        | 58,21    | 41        | 61,19     | 31        | 59,62    | 29        | 55,77   | 34        | 65,38    | 32        | 61,54     |
| татары         | 2         | 6,67    | 4         | 5,97     | 5         | 7,46      | 4         | 7,69     | 1         | 1,92    | 5         | 9,62     | 4         | 7,69      |
| чуваши         | -         | 0       | 2         | 2,99     | 3         | 4,48      | 3         | 5,77     | 5         | 9,62    | 1         | 1,92     | -         | 0         |
| другие         | 1         | 3,33    | 5         | 7,46     | -         | 0         | 3         | 5,77     | 2         | 3,85    | 1         | 1,92     | 2         | 3,85      |
| Итого          | 30        | -       | 67        | -        | 67        | -         | 52        | -        | 52        | -       | 52        | -        | 52        | -         |